# قراصنة السوبرنوفا
السوبرنوفا هم أحد عشر قرصاناً ظهروا في أنمي و مانغا ون بيس. و هم مجموعة من القراصنة الواعدين الذين وصلوا إلى أرخبيل شابوندي في نفس الوقت وتتعدى مكافأتهم ال100.000.000 بيلي، وهم:
- مونكي دي لوفي
- رورونوا زورو
- ترافلجار لاو
- يوستاس كيد
- كيلر
- إكس دريك
- سكراتشمين آبو
- باسيل هوكينز
- جولري بوني
- كابوني بيجي
- آوروج

أيضا من الملاحظ أن جميع أعضاء السوبرنوفا هم كابتن لقراصنة؛ ما عدى رورونوا زورو و كيلر. كذلك يعتبر رورونوا زورو القرصان الوحيد من بين قراصنة السوبرنوفا الذي لا يمتلك فاكهة الشيطان.

## الأعضاء
| الاسم         | المكافأة           | مكان الولادة             | العمر                   | الطاقم                             | المكانة      | معلومات |
| ------------- | ------------------ | ------------------------ | ----------------------- | ---------------------------------- | ------------ | --- |
| مونكي دي لوفي | 3.000.000.000 بيلي | الأزرق الشرقي، قرية فوشا | 19 سنة 17 (قبل السنتين) | قراصنة قبعة القش                   | كابتن        | - هو بطل قصة ون بيس وأحد أهم الشخصيات في الأنيمي - هو من اقوى ثلاث قراصنة من السوبرنوفا بجانب (ترافلجار لاو ويوستاس كيد). - أصغر قراصنة السوبرنوفا عمراً. - مستخدم لفاكهة المطاط. - يمتلك جميع أنواع الهاكي; هاكي التنبؤ وهاكي التسلح والهاكي الملكي بالإضافة إلى هاكي الريو الذي تعلمه في مملكة وانو. - وهو ابن لمونكي دي دراغون قائد الثوار، وحفيد مونكي دي غارب. - هو أخ غير شقيق لكل من بورتغاس دي إيس (أحد طاقم قراصنة اللحية البيضاء) وسابو (ون بيس) (نائب القائد في الجيش الثوري). |
| ترافلجار لاو  | 3.000.000.000 بيلي | الأزرق الشمالي           | 26 سنة 24 (قبل عامين)   | قراصنة القلب                       | كابتن        | - هو كابتن وطبيب ماهر في طاقمه. - هو من اقوى ثلاث قراصنة من السوبرنوفا بجانب (مونكي دي لوفي ويوستاس كيد). - يمتلك فاكهة الغرفة التي تمكنه من تقطيع الخصوم، وهو يلقب بجراح الموت وواحد من اقوى ثلاث قراصنة من السوبرنوفا. - هو حليف للوفي. |
| يوستاس كيد    | 3.000.000.000 بيلي | الأزرق الجنوبي           | 23 سنة 21 (قبل عامين)   | قراصنة كيد                         | كابتن        | - هو من اقوى ثلاث قراصنة من السوبرنوفا بجانب (مونكي دي لوفي وترافلجار لاو). - يمتلك فاكهة المغناطيس التي تمكنه من سحب الاسلحة. - يمتلك أعلى مكافأة قبل السنتين، وظل يقاتل خلال السنتين حتى فقد يده ولم يختبئ كما فعل البقية، ودمر سفينتين من سفن البيق مام. - وهو حليف لسكراتشمين آبو وباسيل هوكينز. |
| سكراتشمين آبو | 350.000.000 بيلي   | الجراند لاين             | 31 سنة 29 (قبل عامين)   | قراصنة كيد                         | كابتن        | - هو من قبيلة الاذرع الطويلة، وهو يمتلك قدرة فاكهة الشيطان تمكنه من العزف ثم تفجير خصمه. - حليف سابق ليوستاس كيد و باسيل هوكينز. |
| باسيل هوكينز  | 320.000.000 بيلي   | الأزرق الشمالي           | 31 سنة 29 (قبل عامين)   | قراصنة هوكينز                      | كابتن        | - يمتلك قدرة فاكهة شيطان غريبة تمكنه من جعل شخص آخر يتلقى الضربة. - وهو حليف ليوستاس كيد وسكراتشمين آبو. |
| إكس دريك      | 222.000.000 بيلي   | الأزرق الشمالي           | 31 سنة 29 (قبل عامين)   | قراصنة درايك                       | كابتن        | - هو كابتن قراصنة درايك ونائب أدميرال سابق، وحليف متخفي للبحرية. - يمتلك فاكهة من نوع الزون تمكنه من التحول لديناصور عملاق. |
| كيلر          | 200.000.000 بيلي   | الأزرق الجنوبي           | 27 سنة 25 (قبل عامين)   | قراصنة كيد                         | نائب الكابتن | - هو نائب الكابتن كيد، وهو سياف بارع وقوي لديه سرعة جيدة. - أكل فاكهة الشيطان "سمايل" الصناعية المعطوبة. |
| جولري بوني    | 140.000.000 بيلي   | الأزرق الجنوبي           | 24 سنة 22 (قبل عامين)   | قراصنة بوني                        | كابتن        | - هي الفتاة الوحيدة في السوبرنوفا، وهي تحب الاكل كثيراً. - تمتلك قدرة فاكهة الشيطان التي تمكنها من التحكم بالأعمار كأن تجعل عدوها طفل أو عجوز. |
| كابوني بيجي   | 138.000.000 بيلي   | الأزرق الغربي            | 42 سنة 40 (قبل عامين)   | قراصنة دبابة النار                 | كابتن        | - يمتلك قدرة فاكهة شيطان القلعة وهي تمكنه من أن يدخل بداخله جنوده ويقومون بالهجوم بواسطة قذائف أو فرسان صغيرة ثم تتحول إلى حجمها الطبيعة بعد أن تخرج. - حليف سابق لـ بيغ مام قبل أن يقوم بخيانتها، ويدبر عملية اغتيال فاشلة |
| رورونوا زورو  | 320.000.000 بيلي   | الأزرق الشرقي            | 21 سنة 19 (قبل عامين)   | قائمة شخصيات ون بيس#طاقم قبعة القش | نائب الكابتن | - هو سياف قراصنة قبعة القش، ونائب لوفي في الطاقم، وأحد أهم شخصيات ون بيس. - هو سياف قوي جداًَ بعدما تدرب على يد ميهوك. ويستخدم أسلوب الثلاث سيوف، حلمه أن يصبح أقوى سياف بالعالم. - الوحيد من السوبرنوفا الذي لا يمتلك فاكهة شيطان، ويستخدم هاكي التسلح والملاحظة والملكي. |
| آوروج         | 108.000.000 بيلي   | جزيرة السماء             | 47 سنة 45 (قبل عامين)   | قراصنة الراهبون الفاسدون           | كابتن        | - يمتلك اجنحة مثل البيركانس، لديه قدرة تمكنه من جعل نفسه ضخما نسبيا وتجعله اقوى. |